# Starozjily
Starozjily of Russische starozjily (Russisch: Русские старожилы; Roesskieje starozjily; "Russische oud-ingezetenen" of "Russische oud-kolonisten") is de benaming voor een mengvolk dat in de 16e een 17e eeuw ontstond in het Russische Rijk buiten Europees Rusland; in Siberië en Russisch-Amerika, vaak als gevolg van relaties tussen Siberische Kozakken (mannen) en vrouwen van lokale volkeren in Siberië, het Russische Verre Oosten, het Uiterste Noorden en Alaska, zoals Ungangan (Aleoeten), Inuit (Eskimo's), Joekagieren, Evenen, Tsjoevanen en Indianen. In de Verenigde Staten (Alaska en Fort Ross in Californië) werden ze in de 19e eeuw -op initiatief van de Russisch-Amerikaanse Compagnie- vaak aangeduid als 'Creolen' (Creoles); een woord dat in de 18e eeuw uit het Spaans in het Russisch werd geïntroduceerd toen de Russen de Spaanse gebieden (Nieuw-Spanje) bereikten in Centraal-Californië. De bekendste hedendaagse groepering bevindt zich op de Russische Komandorski-eilanden (oorspronkelijk op het eiland Medny; "koper") en spreekt een Russische creooltaal; het Koper-Aleoet (Aleoetsko-Mednovski; in 2004 geschat op 5 personen). Andere groepen wonen bijvoorbeeld langs de Anadyr (Markovo), Indigirka (Roesskoje Oestje) en Kolyma (Pochodsk). Sporen van gemengde huwelijken zijn echter terug te vinden in genetische en taalkundige aspecten bij veel Siberische volkeren, zoals de Evenen en Jakoeten. Buiten Rusland worden de starozjily gerekend tot de Russofonen. Binnen Rusland tot de "Sibirjaken" (Siberiërs).
De interculturele huwelijken ontstonden vaak uit nood; in de koloniën was vaak een gebrek en soms een complete afwezigheid van blanke (Europide) vrouwen. In tegenstelling tot de Spaanse en Portugese koloniën vond dit bij de Russen plaats op kleine schaal, net als bijvoorbeeld in Frans Canada (zie Métis) en in de eerste Britse koloniën (zie bijvoorbeeld de geschiedenis van Pocahontas). Dit kwam vooral doordat het aantal Russen in Siberië en Russisch-Alaska erg klein was. In 1709 werd de Russische bevolking van heel Siberië bijvoorbeeld geregistreerd als slechts 230.000. Daarbij kwam het feit dat interculturele huwelijken door de Russische staat werden ontmoedigd; daarvoor moesten de vrouwen worden gekerstend en elke christelijke vrouw was vrijgesteld van de jasak, wat minder inkomsten betekende voor de staat. Vrouwen werden soms ook stiekem genomen zonder huwelijk en soms werden vrouwen gekocht van inheemse volkeren, waarbij naar buiten het verhaal werd opgehangen dat ze 'gevangengenomen' waren. Dit was echter lange tijd niet zo'n probleem, daar de lange arm van de Russische staat niet zover reikte en de kolonisten soms domweg werden 'vergeten' door de staat. In Centraal-Azië was de schaal nog beperkter door de religieuze wetten van de islam die dergelijke huwelijken verbood. In het Russische noorden was de situatie echter anders; veel volkeren lieten zich relatief eenvoudig kerstenen en vaak waren ze bijvoorbeeld als padvinders actief voor de Russen, bijvoorbeeld voor de Russisch-Amerikaanse Compagnie (zoon Antipater van oprichter Aleksandr Baranov was bijvoorbeeld ook een starozjil). De starozjil Terentjev publiceerde in 1842 in Novoarchangelsk een atlas van Alaska. In 1867, het jaar van de verkoop, leefden er ongeveer 2.000 starozjily in Russisch-Alaska.
Starorozjily wonen vaak in kleine dorpen en hebben (vaak uit noodzaak) deels de culturen en tradities van omringende volkeren overgenomen in aangepaste (syncretische) vorm, zoals jagen en vissen en typische eetgewoonten. Dit was overigens in en weerwil met de tsaristische overheid, die de Russen als superieur zag ten opzichte van de 'onbeschaafde volken', die zelf dienden te worden gerussificeerd en niet andersom. Deze opstelling komt ook naar voren in de werken van onderzoekers in dergelijke gebieden eind 19e en begin 20e eeuw; de starozjily hadden "gezondigd" tegen de vanuit de staat aangestuurde russificatie van de "inheemsen", al werd soms wel "begrip" opgebracht voor het feit dat het vaak om puur overleven ging. Ten tijde van de Sovjet-Unie verschoof het onderzoek naar vragen als of er bij de Tsjoevanen uit Markovo sprake was van een 'etnische groep' of van een 'volk', waarbij de vooringenomenheid van de auteurs soms op de voorgrond trad; de starozjily moesten wel een 'lagere graad' van cultuur hebben gehad dan de omringende volken om zo te zijn geëindigd. De focus lag echter op de klassificatie, die vaak verschillende malen veranderde. De Tsjoevanen werden bijvoorbeeld geclassificeerd als Kamtsjadalen en vervolgens weer als Tsjoevanen en de inwoners van Roesskoje Oestje als 'kolchozniki' en 'Russen', een predicaat dat de Tsjoevanen niet kregen. In de sovjetperiode is echter ook tevergeefs gepoogd om de inwoners van Roesskoje Oestje en Pochodsk opgenomen te krijgen in de lijst van "inheemse volken van het Russische Noorden"; 'inheemsen' kregen namelijk lgoty (voordelen als hogere vis- en jachtquota's) in de Sovjet-Unie, hetgeen daarmee niet was weggelegd voor de inwoners van Pochodsk en Roesskoje Oestje. Na de val van de Sovjet-Unie werd daar nog een dimensie aan toegevoegd; "inheemsheid" leverde nationaal en met name ook internationaal een streepje voor qua sociaal kapitaal. Aan de andere kant kregen de inwoners van Roesskoje Ozero veel media-aandacht als "oorspronkelijke Russen".